# May Abel Smith
May Helen Emma Abel Smith (nascida Princesa Maria de Teck; 23 de janeiro de 1906 - 29 de maio de 1994) foi um membro da família real britânica. Ela era bisneta da Rainha Vitória, e sobrinha da rainha Maria de Teck. Além disso, era relacionada pelo lado materno com a família real holandesa.

## Início da vida
May nasceu em Claremont House, perto de Esher, em Surrey, Inglaterra. Seu pai era o príncipe Alexandre de Teck (mais tarde 1.º Conde de Athlone), o filho mais novo de Francisco, Duque de Teck e princesa Maria Adelaide de Cambridge. Sua mãe era a princesa Alice de Albany, filha de Leopoldo, Duque de Albany, filho mais novo da rainha Vitória, e sua esposa, Helena, Duquesa de Albany.

## Casamento
May casou com Henry Abel Smith (mais tarde Sir Henry) em 24 de outubro 1931 em Balcombe, Sussex, perto da residência Athlone em Brantridge Park. Eles tiveram três filhos:
- Anne Mary Sibylla Abel Smith (28 de julho de 1932), casada aos 14 de dezembro de 1957 com David Liddell-Grainger (26 de janeiro de 1930 - 12 de marçode 2007) e divorciada em 1981. O casal tem cinco filhos. O filho mais velho, Ian Liddell-Grainger, é membro do Parlamento do Reino Unido pelo distrito de Bridgewatere West Somerset pelo Partido Conservador. É o único descendente da rainha Vitória no parlamento.
- Richard Francis Abel Smith (11 de outubro de 1933 - 23 de dezembro de 2004), casado aos 28 de abril de 1960 com Marcia Kendrew (27 de março de 1940). O casal tem uma filha.
- Elizabeth Alice Abel Smith (5 de setembro de 1936), casada aos 29 de abril de 1965 com Peter Wise (29 de dezembro de 1929) e divorciada em 1975. O casal teve uma filha, falecida na infância por uma overdose de barbitúricos.

## Vida posterior
May não procedeu a quaisquer direitos reais devido a ser apenas membro distante da família real. Ela fez assistir a alguns dos principais eventos reais, como a coroação da rainha Elizabeth II e o Casamento de Charles, príncipe de Gales e lady Diana Spencer.
May morreu um ano após seu marido. Ambos são enterrados no cemitério real, Frogmore, não muito longe do Castelo de Windsor. Seu funeral foi realizado na Capela de São Jorge, Windsor, em 9 de junho de 1994. Estiveram presentes o Duque de Gloucester e a princesa Alexandra, representando a família real.

## Títulos
- 23 de janeiro de 1906 - 14 de julho 1917: Sua Alteza Sereníssima a princesa Maria de Teck
- 14 julho - 17 julho 1917: Srta. May Cambridge
- 17 de julho de 1917 - 24 de outubro 1931: Lady May de Cambridge
- 24 de outubro de 1931 - 29 de maio de 1994: Lady May Abel Smith

Desde seu nascimento, ela era conhecida como Princesa Maria de Teck, um título a partir do Reino de Württemberg. Ela mais tarde foi nomeado por alguns dias Senhorita May Cambridge após a família real britânica e seus parentes deixaram de usar os seus títulos alemães em 1917, e seu pai adotou o sobrenome "Cambridge". Ela foi denominado posteriormente Senhora May de Cambridge, quando seu pai foi criado Conde de Athlone, e Lady May Abel Smith após seu casamento em 1931.